# Tigranocerta
Tigranocerta (in armeno Տիգրանակերտ?, Tigranakert; in armeno occidentale: Dikranagerd; in latino Tigranocerta) era una città nei pressi dell'attuale Silvan, Turchia, a est di Diyarbakır.

## Storia
Fondata dal re armeno Tigrane II nel I secolo a.C. (attorno al 78 a.C.), Tigranocerta divenne nuova capitale del regno d'Armenia perché era posta in una posizione più centrale all'interno dei confini della regione. Per creare questa città, Tigrane fece migrare molti dei suoi sudditi affinché ne diventassero i nuovi abitanti. L'Armenia a quel tempo si espandeva ad est fino al Mar Caspio e ad ovest fino alla Cappadocia ed a sud fino in Giudea. Una armata romana al comando di Lucio Licinio Lucullo sconfisse Tigrane alla battaglia di Tigranocerta intorno al 69 a.C., a cui seguì il saccheggio della capitale, e alla liberazione della sua popolazione che venne inviata nuovamente nelle loro città e villaggi d'origine.
Dopo il saccheggio, che comprendeva la distruzione di statue e templi, la città fu incendiata. Un'abbondante quantità di oro e argento fu portata a Roma come bottino di guerra. Lucullo prese la maggior parte dell'oro e dell'argento dalle statue fuse, dai vasi, dalle coppe e da altri metalli pregiati e pietre preziose. Durante il saccheggio la maggior parte degli abitanti della città fuggì in campagna. Anche l'edificio del teatro, appena costruito, fu distrutto dall'incendio. La grande città non si sarebbe mai ripresa da questa devastante distruzione.
Durante le "conquiste d'Oriente" di Pompeo Magno, Tigranocerta fu riconquistata per breve tempo da Roma, ma fu persa quando Tigrane il Grande, dopo la resa iniziale a Pompeo, ottenne la restituzione di parte del suo regno al costo di 6000 talenti (un'indennità pagata a Roma in un periodo incerto). Fu nuovamente conquistata dai Romani sotto Corbulone, durante la guerra romano-partica del 58-63.
Durante la tarda antichità Tigranocerta era comunemente chiamata Chlomaron, che era un altro nome o il nome di un insediamento più significativo vicino a quello antico. Nel 587, durante il regno dell'imperatore Maurizio, Chlomaron e gran parte dell'Armenia passarono sotto l'amministrazione romana dopo che i Romani avevano sconfitto l'Impero persiano sasanide nella battaglia di Blarathon.
Dopo la conquista della città da parte di Sapore II, gli abitanti che rifiutarono di convertirsi allo zoroastrismo subirono il martirio.
Il vescovo Maruta fu inviato dall'imperatore Teodosio I come inviato alla corte del gran Re persiano Yazdegerd I. Lì avrebbe esorcizzato uno spirito maligno da una delle figlie di Yazdegerd. Sotto Maruta fu costruita una magnifica basilica per i martiri di Tagrith e la città prese il nome di Martyropolis.
La città fu magnificamente ampliata da Teodosio II. Cadde in mano ai Persiani sotto Anastasio I e nuovamente ai Romani sotto Giustiniano I. All'inizio dell'VIII secolo fu conquistata dagli arabi. Nel X secolo divenne una sede episcopale indipendente e aderì al monofisismo. Dopo la battaglia di Manzicerta, fu sede di un emiro selgiuchide.
Durante il periodo ottomano, gli armeni si riferivano alla città di Diyarbakır come Dikranagerd. Tigranocerta rappresentava un centro importante della cultura armena del tempo e fu la patria degli Armeni fino ai genocidi perpetrati contro questa popolazione nel XIX secolo e al genocidio armeno del 1915, quando venne costretta ad abbandonare la città e sostituita da coloni curdi.